# António dos Santos Graça

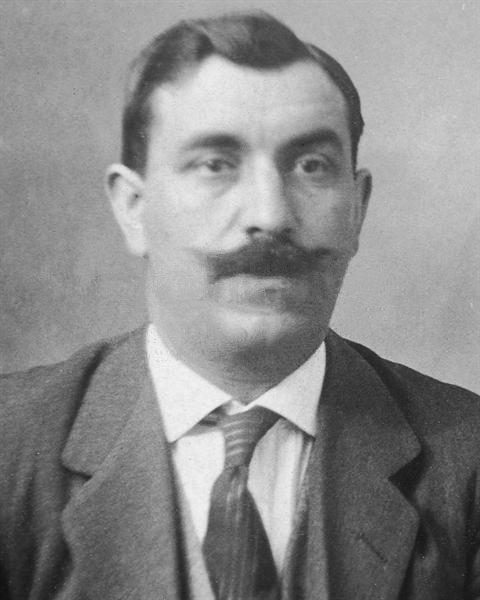
António dos Santos Graça

António dos Santos Graça (16 de enero de 1882 - 7 de septiembre de 1956) fue un etnógrafo, periodista y político portugués. Destacó en el estudio de la cultura de Póvoa de Varzim, especialmente en lo tocante al estudio de las siglas poveiras, con obras como "O Poveiro" (1932), "A Crença do Poveiro nas Almas Penadas" (1933), "Inscrições Tumulares por Siglas" (1942) y "A Epopeia dos Humildes" (1952).